# Bijna Beroemd
Bijna Beroemd was een Nederlands talentenjachtprogramma van de omroep NCRV, gepresenteerd door Jochem van Gelder en Jetske van den Elsen.
In dit televisieprogramma kregen enthousiaste artiesten die nog net niet beroemd zijn de kans om hun kunsten te tonen voor heel Nederland. Niet alleen op muzikaal gebied maar ook op het gebied van andere vormen van entertainment. Ze kregen hiervoor twee minuten de tijd De vakjury bepaalde samen met de publieksjury of een act afvalt of door gaat naar de finaleronde. De publieksjury moest tijdens op een knop drukken als ze de act niet goed genoeg vonden. Een act viel af als deze meer dan 50% van de stemmen kreeg, deze werd dan weggedraaid. Als een act de twee minuten vol maakte, mocht de vakjury de act beoordelen. Ook als de vakjury het dan niet goed genoeg vond, viel de act af.
Voor de finale maakte de NCRV al bekend wie de winnaar werd, showbizzsite Batzers.nl publiceerde een screenshot voordat de NCRV de winnaar van de website had afgehaald.

## Winnaars
- 2007 - Lars Nijman, drummer.